# Feuer & Flamme – Mit Feuerwehrmännern im Einsatz
Feuer & Flamme – Mit Feuerwehrmännern im Einsatz ist eine deutsche Doku-Reihe über den Alltag der Berufsfeuerwehr. Sie wurde erstmals am 15. Mai 2017 im WDR Fernsehen ausgestrahlt.

## Inhalt und Beschreibung

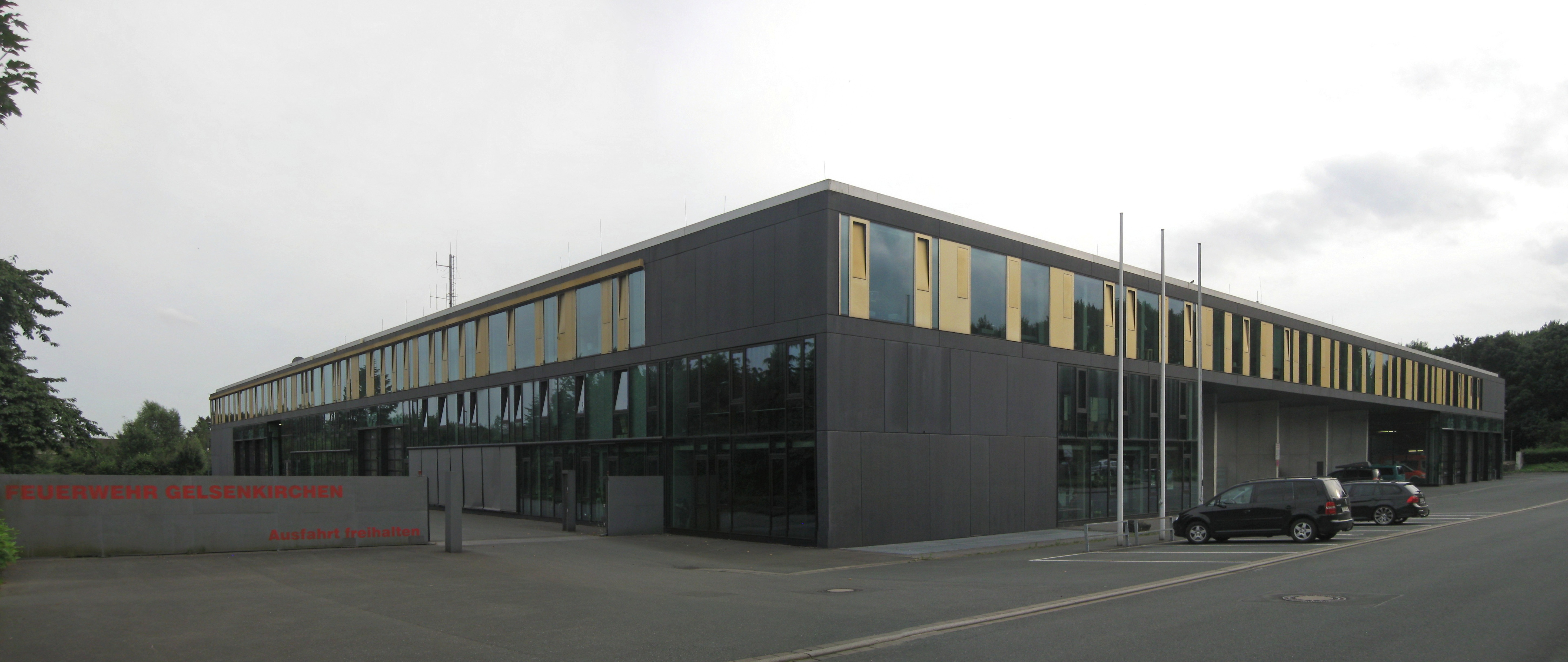
Außenansicht der Gelsenkirchen Zentrale Feuer- und Rettungswache 2 (ZFRW 2)

In der Doku-Reihe werden echte Berufsfeuerwehrleute der Berufsfeuerwehr Gelsenkirchen (Staffeln 1 und 2), der Berufsfeuerwehr Bochum (Staffeln 3 bis 7) und der Berufsfeuerwehr Duisburg (Staffel 8, Ausstrahlung ab Frühjahr 2024, und Staffel 9) bei ihrem Alltag und ihren Einsätzen begleitet. Dabei tragen einige Kräfte eine Body-Cam, um einen möglichst authentischen Eindruck zu vermitteln. Kommentiert wird die Reihe von Feuerwehrleuten, die bei den Einsätzen mit am Ort waren; einen Kommentar aus dem Off bzw. von externen Sprechern gibt es nicht. Zusätzlich gibt es begleitend ab der fünften Staffel einen Podcast, in dem einige der Protagonisten Themen und Zuschauerfragen mit der verantwortlichen Redakteurin des Senders, Silke Schnee, besprechen.
Sowohl der visuell-gestalterische als auch der dramaturgische Aufbau einer Folge entsprechen weitestgehend dem belgischen Vorbild Helden van Hier, das von der belgischen Produktionsfirma Geronimo hergestellt und in Belgien, den Niederlanden und Österreich (synchronisiert) ausgestrahlt wurde.
Weiterhin bestehen Ähnlichkeiten mit dem deutschen Format 112: Feuerwehr im Einsatz.
Die teilnehmenden Feuerwehren teilen sich in den aktuell zehn Staffeln wie folgt auf:
| Feuerwehr     | Staffeln | Staffeln | Staffeln | Staffeln | Staffeln | Staffeln | Staffeln | Staffeln | Staffeln | Staffeln |
| Feuerwehr     | 1        | 2        | 3        | 4        | 5        | 6        | 7        | 8        | 9        | 10       |
| ------------- | -------- | -------- | -------- | -------- | -------- | -------- | -------- | -------- | -------- | -------- |
| Gelsenkirchen |          |          |          |          |          |          |          |          |          |          |
| Bochum        |          |          |          |          |          |          |          |          |          |          |
| Duisburg      |          |          |          |          |          |          |          |          |          |          |
| Heidelberg    |          |          |          |          |          |          |          |          |          |          |

## Produktion
Feuer und Flamme wurde zunächst im Auftrag des Westdeutschen Rundfunks Köln durch die Produktionsfirma SEO Entertainment mit Feuerwehren in Nordrhein-Westfalen als Handlungsgegenstand hergestellt. Die Programmdirektion des Senders Das Erste unter Christine Strobl gab dem Arbeitsbereich Dokumentationen in der ARD das Ziel, erfolgreiche regionale Sendungsformate wie Feuer und Flamme auch über die Grenzen der Landesrundfunkanstalten hinaus anzubieten. Dementsprechend beauftragte der Südwestrundfunk die gleiche Produktionsfirma, Feuer und Flamme erstmals mit einer Feuerwehr in Baden-Württemberg als Gegenstand herzustellen.
Speziell für die Produktion wurden hitzeresistente und robuste Kameras angefertigt, welche die Feuerwehrleute bei ihrem Einsatz nicht beeinträchtigten.

### Handlungsort Gelsenkirchen
Die ersten beiden Staffeln wurden in Gelsenkirchen produziert. Das Filmteam begleitete für die erste Staffel fünf Monate lang die Einsatzkräfte der Zentralen Feuer- und Rettungswache in Gelsenkirchen-Buer. Es kamen bis zu 20 Kameras an einem Drehort zum Einsatz und es entstanden während der Dreharbeiten über 1000 Stunden Videomaterial.
In der zweiten Staffel wurden die Einsatzkräfte der Feuer- und Rettungswache Gelsenkirchen-Buer und der damals neu eröffneten Wache in Heßler von einem 20-köpfigen Filmteam, welches im Schichtsystem arbeitete, begleitet. Für die zweite Staffel wurde die Anzahl der simultan genutzten Kameras auf bis zu 57, für die dritte Staffel auf bis zu 60 erhöht.

### Handlungsort Bochum
Die Staffeln 3 bis 7 wurden in Bochum produziert. Die dritte Staffel wurde ab Juni 2019 und die vierte Staffel vom 2. Oktober bis zum 21. November 2020 an den Feuer- und Rettungswachen 2 und 3 gedreht. Vom 11. April bis 26. Mai 2021 liefen die Aufnahmen für die fünfte Staffel. Vom 4. Mai bis zum 19. Juni 2022 wurde die sechste Staffel mit bis zu 60 Kameras gefilmt. Die Dreharbeiten zur siebten Staffel fanden vom 11. November 2022 bis zum 1. Januar 2023 statt.

### Handlungsort Duisburg
Eine achte Staffel im Auftrag des WDR wurde in Duisburg aufgezeichnet. Der Fokus liegt auf der Wache 3 im Stadtbezirk Hamborn und auf der Hafenwache 8 in den Duisburg-Ruhrorter Häfen. Erstmals werden auch Einsätze eines Rettungshubschraubers begleitet, dem Christoph 9. Die Aufnahmen begannen am 12. Juni 2023 und dauerten 70 Tage. Dabei kamen bis zu 40 Kameras zum Einsatz, die die Feuerwehrleute am Körper trugen.

### Handlungsort Heidelberg
Der Südwestrundfunk gab zunächst eine Staffel in Auftrag, die ab dem 23. Januar 2024 in Heidelberg aufgezeichnet wurde. Die Aufnahmen sollten 55 Drehtage umfassen und im März 2024 enden, die Produktion sollte im Dezember 2024 abgeschlossen sein. Die TV-Ausstrahlung der 10 Folgen langen Staffel beginnt am 25. August 2025. Die ersten zwei Folgen sind bereits vorab, seit dem 20. August 2025, in der ARD Mediathek verfügbar. 

## Hauptpersonen

### Team Gelsenkirchen
Die folgende Tabelle zeigt die Feuerwehrleute auf, die während der ersten zwei Staffeln die Einsätze kommentieren und deren Tätigkeiten bei der Feuerwehr bzw. beim Rettungsdienst der Berufsfeuerwehr.
| Name                    | Tätigkeiten                                                                                         |
| ----------------------- | --------------------------------------------------------------------------------------------------- |
| Tobi                    | Gruppenführer, Notfallsanitäter und Rettungstaucher, Ausbilder an der Feuerwehr- und Rettungsschule |
| Thorsten, genannt Liese | Gruppenführer, Rettungsassistent und Lehrrettungstaucher, Realbrandausbilder                        |
| Danny                   | Feuerwehrmann, Rettungssanitäter, Rettungstaucher                                                   |
| Thomas                  | Feuerwehrmann, Notfallsanitäter, Rettungstaucher                                                    |
| Dennis                  | Gruppenführer, Rettungsassistent, Lehrrettungstaucher                                               |
| Stefan                  | Feuerwehrmann, Rettungsassistent                                                                    |
| Mathias / Mathes        | Zugführer                                                                                           |
| Hacki (Michelle)        | Gruppenführer, Notfallsanitäter, Rettungstaucher, Atemschutzgerätewart, Realbrandausbilder          |
| Philip                  | Feuerwehrmann, Rettungssanitäter, Rettungstaucher                                                   |
| Roland                  | Gruppenführer, Lehrrettungstaucher                                                                  |

Weitere Feuerwehrmänner in Gelsenkirchen: Clemens, Christian, Freddy, Hannes, Hardy, Martin (Auszubildender), Max (Auszubildender), Sven (Wachabteilungsführer), Tom, Tommy

### Team Bochum
Die folgende Tabelle nennt für jede Staffel die Feuerwehrleute, die Einsätze kommentieren, oder die namentlich erwähnt werden, und ihre Funktion. Die Staffeln drei bis sieben wurden auf den Feuer- und Rettungswachen II und III der Berufsfeuerwehr Bochum gedreht, Staffeln fünf bis sieben zeigen auch die Rettungswache VII.
| Name          | Tätigkeit                                                   | Tätigkeit                                             | Tätigkeit                                             | Tätigkeit                                | Tätigkeit                                        |
| [ 21 ] [ 22 ] | Staffel 3                                                   | Staffel 4                                             | Staffel 5                                             | Staffel 6                                | Staffel 7                                        |
| ------------- | ----------------------------------------------------------- | ----------------------------------------------------- | ----------------------------------------------------- | ---------------------------------------- | ------------------------------------------------ |
| Jasmin        | Feuerwehrfrau, Rettungssanitäterin                          | Gruppenführerin                                       | Gruppenführerin, Ausbilderin in der Feuerwehrschule   | Gruppenführerin                          |                                                  |
| Ulrike        | Zugführerin (C-Dienst)                                      | Zugführerin (C-Dienst)                                | Zugführerin (C-Dienst)                                |                                          |                                                  |
| Fabian        | Gruppenführer                                               | Zugführer (C-Dienst)                                  |                                                       |                                          |                                                  |
| Nick          | Führungsdienst / Pressesprecher / Verbandsführer (B-Dienst) |                                                       |                                                       |                                          |                                                  |
| Peter         | Gruppenführer                                               | Gruppenführer                                         | Gruppenführer                                         |                                          |                                                  |
| Jeff          | Gruppenführer, Notfallsanitäter                             | Gruppenführer, Notfallsanitäter                       | Gruppenführer (Ausbilder ToJ)                         | Gruppenführer (Ausbilder ToJ)            |                                                  |
| Katrin        | Notfallsanitäterin                                          | Notfallsanitäterin                                    |                                                       |                                          |                                                  |
| Steffen       | Auszubildender ToJ (Training on the Job)                    |                                                       |                                                       |                                          |                                                  |
| Tim           | Auszubildender ToJ (Training on the Job)                    |                                                       |                                                       | Notfallsanitäter                         |                                                  |
| Hilal         | Zugführer (C-Dienst)                                        |                                                       |                                                       |                                          | Zugführer (C-Dienst)                             |
| Peppi         | Gruppenführer                                               |                                                       |                                                       | Gruppenführer (Ausbilder ToJ)            |                                                  |
| Mattes        | Gruppenführer, stellvertretender Wachabteilungsleiter       |                                                       |                                                       | Gruppenführer                            |                                                  |
| Jörg          | Gruppenführer, stellvertretender Wachabteilungsleiter       | Gruppenführer, stellvertretender Wachabteilungsleiter | Gruppenführer, stellvertretender Wachabteilungsleiter | Gruppenführer                            | Gruppenführer                                    |
| Richard       | Gruppenführer, Notfallsanitäter                             | Gruppenführer, Notfallsanitäter                       | Gruppenführer (Ausbilder ToJ)                         | Gruppenführer, Notfallsanitäter          |                                                  |
| Addy          | Gruppenführer, stellvertretender Wachabteilungsleiter       |                                                       |                                                       |                                          |                                                  |
| Tim           | Feuerwehrmann, Notfallsanitäter                             |                                                       |                                                       | Notfallsanitäter                         |                                                  |
| Jonas         | Feuerwehrmann                                               |                                                       |                                                       |                                          |                                                  |
| Claudia       | Verbandsführerin (B-Dienst)                                 |                                                       |                                                       | Verbandsführerin (B-Dienst)              |                                                  |
| Marcel        | Feuerwehrmann                                               | Zugführer (C-Dienst)                                  | Zugführer (C-Dienst)                                  | Zugführer (C-Dienst)                     | Zugführer (C-Dienst)                             |
| Sven          |                                                             | Feuerwehrmann, Notfallsanitäter                       | Feuerwehrmann, Notfallsanitäter & NEF-Fahrer          | Notfallsanitäter & NEF-Fahrer            | Notfallsanitäter                                 |
| Simon         |                                                             | Amtsleiter Amt 37, Pressesprecher                     |                                                       |                                          |                                                  |
| Florian       |                                                             | Auszubildender ToJ (Training on the Job)              |                                                       |                                          | Feuerwehrmann                                    |
| Sebastian     |                                                             | Gruppenführer, Ausbilder in der Feuerwehrschule       |                                                       |                                          |                                                  |
| Johannes      |                                                             | Zugführer (C-Dienst)                                  |                                                       |                                          |                                                  |
| Holger        |                                                             | Feuerwehrmann                                         |                                                       |                                          | Feuerwehrmann                                    |
| Uwe †         | Feuerwehrmann                                               |                                                       |                                                       |                                          |                                                  |
| Björn         |                                                             | Zugführer (C-Dienst)                                  | Zugführer (C-Dienst)                                  | Zugführer (C-Dienst)                     |                                                  |
| Harry         |                                                             | Feuerwehrmann (Maschinist)                            | Feuerwehrmann (Maschinist, Truppführer)               |                                          | Feuerwehrmann (Maschinist)                       |
| José          |                                                             | Feuerwehrmann                                         |                                                       |                                          |                                                  |
| Dominic       | Zugführer (C-Dienst)                                        | Zugführer (C-Dienst)                                  |                                                       |                                          |                                                  |
| Malte         |                                                             |                                                       | Auszubildender als Zugführer (Praktikant)             |                                          |                                                  |
| Christian     |                                                             |                                                       | Zugführer (C-Dienst)                                  | Zugführer (C-Dienst)                     | Zugführer (C-Dienst)                             |
| Günni         |                                                             |                                                       | Feuerwehrmann                                         | Rettungsassistent                        |                                                  |
| Marcel        |                                                             |                                                       | Auszubildender ToJ (Training on the Job)              |                                          |                                                  |
| Sascha        |                                                             |                                                       | Auszubildender ToJ (Training on the Job)              |                                          |                                                  |
| Judith        |                                                             |                                                       | Notfallsanitäterin                                    |                                          |                                                  |
| Sebastian     |                                                             |                                                       | Feuerwehrmann                                         | Feuerwehrmann                            |                                                  |
| Adrian        |                                                             |                                                       | Feuerwehrmann                                         |                                          |                                                  |
| Jan-Julius    |                                                             |                                                       |                                                       | Feuerwehrmann                            | Rettungssanitäter                                |
| Lisa          |                                                             |                                                       |                                                       | Auszubildende ToJ (Training on the Job)  |                                                  |
| Markus        |                                                             |                                                       |                                                       | Gruppenführer                            | Gruppenführer                                    |
| Henning       |                                                             |                                                       |                                                       | Auszubildender ToJ (Training on the Job) |                                                  |
| Kai           |                                                             |                                                       |                                                       | Disponent Leitstelle                     |                                                  |
| Jan           |                                                             |                                                       |                                                       | Feuerwehrmann                            | Feuerwehrmann                                    |
| Mike          |                                                             |                                                       |                                                       | Auszubildender ToJ (Training on the Job) |                                                  |
| Wanja         |                                                             |                                                       |                                                       | Feuerwehrmann                            |                                                  |
| Felizia       |                                                             |                                                       |                                                       | Rettungssanitäterin                      |                                                  |
| Mirko         |                                                             |                                                       |                                                       | Notfallsanitäter                         |                                                  |
| Stocki        |                                                             |                                                       |                                                       | Notfallsanitäter                         | Notfallsanitäter                                 |
| Jörg          |                                                             |                                                       |                                                       | Verbandsführer (B-Dienst)                | B-Dienst                                         |
| Christian F.  |                                                             |                                                       |                                                       |                                          | Feuerwehrmann                                    |
| Michael       |                                                             |                                                       |                                                       |                                          | Zugführer (C-Dienst)                             |
| Nico          |                                                             |                                                       |                                                       |                                          | Feuerwehrmann                                    |
| Max           |                                                             |                                                       |                                                       |                                          | Auszubildender als Notfallsanitäter (Praktikant) |
| Moritz        |                                                             |                                                       |                                                       |                                          | Feuerwehrmann                                    |
| Malte         |                                                             |                                                       |                                                       |                                          | Zugführer (C-Dienst)                             |
| Boris         |                                                             |                                                       |                                                       |                                          | Feuerwehrmann                                    |
| Max           |                                                             |                                                       |                                                       |                                          | Feuerwehrmann                                    |

### Team Duisburg
| Name           | Tätigkeit                            | Tätigkeit                                          |
| [ 38 ]         | Staffel 8                            | Staffel 9                                          |
| -------------- | ------------------------------------ | -------------------------------------------------- |
| Marcel         | Feuerwehrmann                        |                                                    |
| Huby           | Feuerwehrmann                        |                                                    |
| Carlos         | Feuerwehrmann, Zugführer             |                                                    |
| Kai            | Feuerwehrmann                        |                                                    |
| Oliver         | Feuerwehrmann, HEMS-TC               |                                                    |
| Sascha         | Notarzt                              |                                                    |
| André          | Brandoberinspektor                   |                                                    |
| Eddi           | Oberbrandmeister                     |                                                    |
| Laura          | Feuerwehrfrau                        |                                                    |
| Milan          | Feuerwehrmann, BvE                   |                                                    |
| Thomas         | Feuerwehrmann, Zugführer             |                                                    |
| Andreas        | Feuerwehrmann                        |                                                    |
| Stephan        | Feuerwehrmann, Löschboot             |                                                    |
| Marco          | Feuerwehrmann, Gruppenführer         |                                                    |
| Steffen        | Feuerwehrmann, Zugführer             |                                                    |
| Dirk           | Feuerwehrmann, HEMS-TC               |                                                    |
| Hannes         | Pilot                                |                                                    |
| Jens           | Notarzt                              |                                                    |
| Konrad „Konni“ | Feuerwehrmann, Physiotherapeut       |                                                    |
| Frank          | Feuerwehrmann, HEMS-TC               |                                                    |
| Thomas         | Hauptbrandmeister, Notfallsanitäter  |                                                    |
| Christian      | Feuerwehrmann, Matrose in Ausbildung |                                                    |
| Kai            | Feuerwehrmann                        |                                                    |
| Frank          | Feuerwehrmann im Ruhestand           |                                                    |
| Cedrick        | Brandmeister, Notfallsanitäter       |                                                    |
| Sebastian      | Feuerwehrmann, Zugführer             |                                                    |
| Peter          | Feuerwehrmann, Gruppenführer         | Feuerwehrmann, Gruppenführer, Wachabteilungsführer |
| Thorben        | Feuerwehrmann                        |                                                    |
| Veronika       | Notärztin                            | Notärztin                                          |
| Andre          | Feuerwehrmann, HEMS-TC               | HEMS-TC                                            |
| Frank          | Feuerwehrmann                        |                                                    |
| Kolja          | Feuerwehrmann                        | Feuerwehrmann                                      |

## Ausstrahlung und Einschaltquoten
Die erste Staffel der Serie wurde ab dem 15. Mai 2017 montags im Abendprogramm des WDR ausgestrahlt. Sie erreichte bei der Kernzielgruppe der 35- bis 55-Jährigen einen Marktanteil von 7,1 %, was damit über dem Senderschnitt lag. Ebenso ist eine starke Resonanz auf dem hauseigenen YouTube-Kanal zu verzeichnen.
Aufgrund der überwältigenden Resonanz wurde ab Herbst 2017 eine zweite Staffel produziert und ab dem Frühjahr 2018 ausgestrahlt. Jedoch wurde im Januar 2018 bekannt, dass es zu Verzögerungen beim Drehbeginn kam. Die Dreharbeiten für die zweite Staffel begannen dann schließlich am 3. März 2018. Ab dem 21. Januar 2019 wurde die zweite Staffel im WDR ausgestrahlt. Auf YouTube erzielte ein Einsatzvideo dieser Staffel über 4 Millionen Aufrufe.
Der WDR kündigte eine dritte Staffel mit einer neuen Feuerwache aus dem Ruhrgebiet an. Im Mai 2019 wurde bekannt gegeben, dass eine dritte Staffel mit der Berufsfeuerwehr Bochum in Bearbeitung ist. Ausgestrahlt wurde die dritte Staffel ab dem 23. März 2020, in der Mediathek ab dem 19. März 2020. Die Staffel erreichte in der Zielgruppe der 35- bis 55-Jährigen Spitzenwerte von beinahe zwölf Prozent Marktanteil und zählt zudem auch online zu den erfolgreichsten Doku-Angeboten.
Die erste Folge der vierten Staffel war ab dem 2. Mai 2021 in der ARD Mediathek abrufbar und wurde am 3. Mai 2021 im WDR Fernsehen ausgestrahlt.
Die erste Folge der fünften Staffel war ab dem 10. Januar 2022 in der ARD Mediathek abrufbar und wurde am 17. Januar 2022 im WDR Fernsehen ausgestrahlt.
Am 21. Februar 2022 wurde auf Youtube bekannt gegeben, dass es eine sechste und siebte Staffel geben sollte. Die sechste Staffel wurde ab dem 2. Januar 2023 in der ARD Mediathek veröffentlicht und ab dem 9. Januar 2023 auf WDR ausgestrahlt.
Die erste Folge der siebten Staffel war ab dem 26. Oktober 2023 in der ARD Mediathek abrufbar und wurde am 2. November 2023 im WDR Fernsehen ausgestrahlt.
Am 8. Juni 2023 gab der WDR in einer Pressemitteilung bekannt, dass die Produktion die Feuerwehr Bochum nach der 7. Staffel verlässt und bestätigte zeitgleich zwei neue Staffeln, welche den Alltag der Feuerwehr Duisburg begleiten. Die erste Folge der achten Staffel erschien am 23. Mai 2024 im TV, online erschienen Folge eins und zwei am 21. Mai 2024.
Die erste Folge der neunten Staffel, welche die Feuerwehr Duisburg begleitet, ist seit dem 15. Januar 2025 in der ARD Mediathek abrufbar und wurde am 16. Januar 2025 im WDR Fernsehen ausgestrahlt.
Eine 2024 mit Handlungsort Heidelberg zu produzierende Staffel soll im Jahr 2025 ausgestrahlt werden.

## YouTube-Videos der Staffeln
- Staffel 1 auf YouTube
- Staffel 2 auf YouTube
- Staffel 3 auf YouTube
- Staffel 4 auf YouTube
- Staffel 5 auf YouTube
- Staffel 6 auf YouTube
- Staffel 7 auf YouTube
- Staffel 8 auf YouTube
- Staffel 9 auf YouTube